# 謝海盟
謝海盟（1986年2月11日—），台灣編劇、作家。

## 生平
謝海盟出身於文學世家，父親為作家謝材俊，母親為作家朱天心，外公為作家朱西甯，外婆為日文翻譯師劉慕沙，阿姨朱天文亦為知名作家與電影編劇。他的童年被其母朱天心寫成《學飛的盟盟》一書。謝海盟自認為自己是跨性別男性异性恋者，2017年進行性別重置手術 。
自臺北市立第一女子高級中學畢業後，進入國立政治大學民族學系就讀，大學二年級時跟民族學系老師研究中國回族，對於伊斯蘭文化產生極大興趣，並開始學習維吾爾語；雖然家庭信奉基督教，但謝海盟皈依伊斯蘭教成為穆斯林。

謝海盟指出：台灣讓他能夠做自己，出櫃與信仰可以並存。

## 作品

### 電影編劇
- 《刺客聶隱娘》（2015，入圍第52屆金馬獎最佳改編劇本獎）

### 書籍
- . 台北: 印刻. 2015. ISBN 9789863870463.

- . 台北: 印刻. 2017/07/03. ISBN 9789863871828.